# Mara Tekle Hajmanot
Mara Tekle Hajmanot – cesarz Etiopii z X, XI, lub XII wieku. Jest uważany za założyciela dynastii Zague. Niektóre listy królewskie nazywają go Mejrare, a inne po prostu Tekle Hajmanot, co znaczy Owoc Wiary w języku gyyz.

## Tradycje etiopskie
Według jednej z tradycji, Mara urodził się w prowincji Lasta, która stała się jego siedzibą. Początkowo Mara Tekle Hajmanot był dowódcą wojsk króla Dylneada, którego córka, Masoba Uarku została żoną. Mara miał następnie obalić swojego teścia i samodzielnie założyć nową dynastię. Szczegóły tej wersji w książce zatytułowanej "Historia Etiopii" podał polski historyk Andrzej Bartnicki. Otóż Dylnead miał pilnie ukrywać swoją córkę, ponieważ obawiał się przepowiedni, wedle której jego wnuk odbierze mu władzę. Mara miał zakochać się w Mesobe Uerk, porwać ją i uciec do Lasta. Dylnead wyruszył przeciwko niemu, ale został pokonany i zabity. Bartnicki przytoczył także pokrewną wersję, traktującą o wrzuceniu Uerk przez Dylneada do morza z powodu przepowiedni o utracie swej władzy. Mara Tekle Hajmanot miał wyłowić dziewczynkę, następnie ją wychować i poślubić, gdy już dorosła. Dylnead posądziwszy Marę o niewierność miał wyruszyć przeciwko niemu i przegrać. Następcą Dylneada został Mara, rozpoczynając rządy nowej dynastii. Warianty powyższych tradycji sprowadzają się do jednego, prostego schematu. Z kolei szkocki podróżnik James Bruce, przedstawił inną tradycję, według której Dylnead został zdetronizowany przez królową Gudit, a Mara Tekle Hajmanot (Bruce nazywał go Tekle Hajmanot) był jej kuzynem i zastąpił ją. Istnieją różne przesłanki co do dokładnego czasu, kiedy Mara zasiadł na tronie. Według pierwszej, bardziej rozpowszechnionej tradycji, dynastia Zague panowała 333 lata, a według drugiej 133. Włoski badacz Carlo Conti Rossini przyjął ten krótszy okres i na podstawie przekazów traktujących o tym, że zagueńscy władcy rządzili do 1270, założył, iż jej początek można datować na rok 1137. Rossini poparł tę teorię korespondencją prowadzoną pomiędzy patriarchą Aleksandrii i Janem V, a nieznanym z imienia królem Etiopii, który poprosił patriarchę o nowego abunę, ponieważ dotychczasowy był zbyt stary. Carlo Conti Rossini uważał, że faktyczną przyczyną zmiany abuny było to, że nie chciał on tolerować zamachu w wyniku którego Mara Tekle Hajmanot uzyskał tron. Zakres władzy cesarza był dużo mniejszy, niż późniejszych monarchów z dynastii salomońskiej i obejmował prowincje Lasta, Uag, Tigraj i być może północny Begiemdyr. W XVIII wieku w Etiopii panowało dwóch cesarzy i jeden uzurpator o imieniu Tekle Hajmanot.